# CESNUR
CESNUR（イタリア語: Centro Studi sulle Nuove Religioni、「新宗教研究センター」の意）は、イタリアのトリノを拠点とする非営利団体 (NPO)。
1988年に設立された。新興宗教に対して好意的な「研究」を行う一方で、反カルト運動には反対する立場をとっている。

## 解説
CESNURは、論争の的になっている新興宗教のためにロビー活動を行う団体であると指摘される。CESNURに所属する研究者たちはこれまで、旧統一教会、オウム真理教、サイエントロジー教会、太陽寺院（殺人および大量自殺により多くの死者を出した団体として知られる）、新天地イエス教会（韓国国内における新型コロナウイルスの集団感染源となっていると韓国政府から指摘されたことで知られる）など、多様な新興宗教団体を擁護し続けてきた。
CESNURは「独立した学術団体」を自称しているが、研究対象であるはずの新興宗教団体との個人的・金銭的なつながりが疑われ、批判にさらされている。例えば、人類学者のリチャード・シンゲレンベルグは、CESNURが「新興宗教運動やセクトに対して友好的すぎる」ため「批判的なコメントを出していない」として、CESNURに対して疑問を呈している。
CESNURは、新興宗教に関する雑誌 The Journal of CESNUR と、中国の宗教問題に関するオンラインマガジン『ビター・ウィンター』 (Bitter Winter) を発行している。また、会議を毎年主催しており、2019年の会議には200人以上が参加した。

## 歴史
CESNURは1988年、マッシモ・イントロヴィニエ、ジャン＝フランソワ・メイヤー、エルネスト・ズッキーニの3人によって設立された。イントロヴィニエは、カトリック保守派組織アルレンツァ・カトリカのメンバーであり、2016年までアルレンツァ・カトリカの副会長を務めていた。メイヤーは新興宗教運動を専門とするスイスの歴史学者で、一時期フリブール大学の講師だったこともある。ズッキーニはカトリック司祭であり、イタリアの神秘主義者マリア・ヴァルトルタやエホバの証人に関する書籍を出版している。

## 活動
太陽寺院による殺人・大量自殺の事件が明るみに出ると、フランス国民議会のカルトに関する諮問委員会は、1995年にカルト諸団体に対して批判的な内容の報告書を発表。続いて、各国政府も同様の報告書を発表した。これに対してCESNURのイントロヴィーニュは、「集団自殺で死亡した太陽寺院のメンバーは、宗教指導者のコントロールによって犠牲となったのではなく、自らの意思で行動したのだ」などと主張し、太陽寺院を擁護した。また、サイエントロジー教会に関する刑事裁判で教会側を擁護する証言を行うなど、サイエントロジー教会に対しても親和的な態度を示している。1997年、CESNUR理事のJ・ゴードン・メルトンが、国際キリスト教会シンガポール支部の代表として専門家証人として出廷し、同教会は「カルトではない」と主張した。さらに、ガイアナのジョーンズタウンで918人もの死者を出した人民寺院についても同様の主張を行った。

## 批判
フランスのエッセイスト、ルノー・マリックは、CESNURはイントロヴィーニュの主張をメディアに伝えるために「研究」という体裁をとっている団体であるとして、これを非難している。
また、学者のスティーヴン・A・ケントとラファエッラ・ディ・マルツィオは、「CESNURによる洗脳論争は一方的かつ極論であり、学術的な価値はない」と主張している。ケントによれば、「セクト」と人権に関する問題に取り組んでいる多くのドイツやフランスの当局者は、CESNURやイントロヴィーニュは中立ではないと見ている。
2001年、フランスのジャーナリスト、セルジュ・ガルドは、CESNURは司法の場でセクトに好意的な結果がもたらされるよう組織的な介入を行っているとして、これを非難した。また、エホバの証人、サイエントロジー、太陽寺院、統一教会、オウム真理教といったセクトは、CESNURを頼りにできる団体であると認識していると論じている。
1997年のCESNUR会議で、発表者の一人が宗教団体ニューアクロポリスに関する研究発表を行う予定だったが、その発表者自身が研究対象である同団体のメンバーであると報じられ、問題となった。これに関しては、「この発表者が同団体のメンバーであることをCESNURの設立者であるイントロヴィニエが把握していなかったとは考えにくい」と指摘されている。この問題が報じられた後、この発表者の会議への参加はキャンセルされた。

### 地下鉄サリン事件（1995年）に関して
1995年にオウム真理教による地下鉄サリン事件が発生した後、CESNUR理事のJ・ゴードン・メルトンとCESNURの会議でたびたび発表を行っているジェームズ・R・ルイスが日本を訪問した。なお、この訪問に際して、彼らはオウム真理教から資金提供を受けている。メルトンとルイスは日本で記者会見を開き、「オウム真理教にサリンを製造する能力はない」などとして、オウム真理教を擁護した。

### 山東招遠殺人事件（2014年）に関して
2014年、中国の全能神教会の信者6人が、山東省招遠市のマクドナルド店内で、勧誘を拒否した女性客を殴殺するという事件が発生した（山東招遠カルト殺人事件）。全能神教会は中国政府により「カルト」として認定されているが、CESNURのオンライン・マガジン『ビター・ウィンター』は全能神教会に対して好意的な報道を行っているとして批判されている。